# Гвоздика Евгении
Гвозди́ка Евге́нии, или Гвоздика степна́я (лат. Diánthus eugeníae) — многолетнее травянистое растение; вид рода Гвоздика (Dianthus) семейства Гвоздичные (Caryophyllaceae).

## Ботаническое описание
Многолетний корневищный поликарпик. Корневище ползучее; стебли 30—50 см высотой, восходящие, округлые, голые, простые или наверху ветвистые.
Листья линейно-ланцетовидные или линейные, 4—7 см длиной и 2—5 мм шириной, заострённые, по краю чуть шероховатые, при основании спаянные во влагалище, равное ширине листа.
Цветки на концах веток одиночные или по два — три, образуют щитковидно-метельчатое соцветие; чашечка трубчатая, 15—17 мм длиной и 3—4 мм шириной, зелёная или пурпуровая с ланцетовидными, тонко заострёнными зубцами 5—6 мм длиной; прицветные чашелистики кожистые, яйцевидные, по краю перепончатые и тоже реснитчатые, сразу переходящие в слегка шероховатое, ланцетовидно-шиловидное остроконечие, достигающее зубцов чашечки или половины чашечной трубки; основание чашечки обыкновенно окружено двумя верхушечными линейно-шиловидными листьями, которые обычно превышают чашечку; лепестки венчика пурпурные, пластинка их 8—10 мм длиной, на верхней стороне с волосками, в нижней части с чёрными точками, на верхушке зубчатая. Мезофит, энтомофил, баллистохор.

## Распространение и местообитание
Лугово-степной вид, произрастающий по лесным полянам и опушкам, в зарослях кустарников, по лугово-степным склонам и днищам балок. Причерноморский вид, ареал которого приурочен к полосе лесостепи и северной степи от Днепра до Дона.

## Охранный статус

### В России
В России вид входит в Красную книгу Волгоградской области. Растёт на территории Хопёрского заповедника.

### На Украине
Решением Луганского областного совета № 32/21 от 03.12.2009 г. входит в «Список регионально редких растений Луганской области».
Также вид входит в Красные книги Донецкой и Сумской областей.